# El niño Lord.Cah
El niño Lord.Cah (Madrid, 1990) es el nombre artístico de una artista, bailarina y acróbata profesional, ilustradora, escultora y compositora española. En sus propias palabras, “cuento cuentos sórdidos para niños adultos”. En el año 2020, coincidiendo con la pandemia del COVID-19, el niño Lord.Cah comenzó a componer sus primeras canciones sobre bases de rap en Youtube. Tras este primer contacto con la música, comenzó un proceso de investigación y producción junto a otros músicos hasta publicar su primer disco en 2023 Viejas Verdes.  En sus canciones se fusionan géneros  como el rock, hip hop, folclore y rap.

## Biografía
En el año 2020, El niño Lord.Cah inició las composiciones de sus primeras canciones sobre unas bases de rap de YouTube, “pues fue un poco sin ninguna pretensión de empezar a hacer música. Yo empecé a escribir letras sobre bases que encontraba por internet”. Tras ver la acogida que tuvieron, decidió explorar más a fondo la rama musical juntándose con técnicos como Yoyo Bey, Sherry Fino y, su actual productor, Manuel Flores. Antes de la música, se formó en baile, acrobacias y diseño gráfico, lo que le facilitó ser la diseñadora de  las portadas de sus canciones y de los discos La costa de los mosquitos y año X de su hermana Travis Birds. 
En 2023, publicó su primer disco, Viejas verdes, con 9 canciones, un disco en el que saltan a la luz influencias de otros artistas tales como Charles Bukowski, Edgar Allan Poe, Tchaikovsky, Extremoduro. Con este disco, la cantante expone que “lo que pretendo con mi trabajo es meter al oyente en un universo un poco bucólico, con luces y sombras”.

## Arte

### Estilo musical
El niño lord. Cah no se encasilla en un género musical determinado, pues en sus canciones se pueden encontrar tanto esencias más clásicas como rock o hip hop. La propia cantante define su estilo como “Folk rap experimental costumbrista”. 

### Influencias
El niño Lord.Cah toma como referencias desde la copla española clásica desde los años 50 hasta los 80, hasta SFDK, Albert Plá, Extremoduro e incluso la música clásica con Chaikovski. Del plano literario, también toma como referentes a Charles Bukowski o Edgar Allan Poe, entre otros.

## Otras actividades
Además de cantautora, El niño Lord.Cah es bailarina, acróbata, ilustradora, escultora y creativa de su propio proyecto, "arte para atormentados, voyeurs e insatisfechos".
Participó en la exposición "Yo escribiré mi propio cuento, viejo" de EST_ART SPACE (desde el 27 de junio de 2025 hasta el 2 de febrero de ese mismo año), un espacio multidisciplinar dedicado al Arte y la Cultura Contemporánea. En ella, El niño Lord.Cah presentaba una serie de obras que reinterpretaban el significado de los cuentos basándose en experiencias personales y reflexiones sociales.   
Además, participó como actriz en el videoclip de  Cada minuto, una canción de su hermana Travis Birds.  

## Discografía
En 2023 publica su primer sencillo Viejas Verdes compuesto por nueve canciones, "se trata de un  proyecto singular, completamente alejado de los sonidos y estéticas convencionales". El niño Lord.Cah se caracteriza por un estilo personal en el que convergen diferentes géneros tales como el rock, hip hop, folclore y rap. 
Tras el sencillo, a inicios de 2024, publica Afroflamencá producido por OZE, "el mensaje y la letra desenfadada de este título son un homenaje a la figura de la mujer, sin ningún tipo de prejuicio o atadura".
Más tarde,  publica Bendita sea (2024) y consigue transportarnos a un ambiente primaveral con lo que dice ser su primera canción dedicada al amor. En octubre de ese mismo año publicó Deseo Desidia, "un tema muy especial para mí que hice para coserme las heridas que no pude cerrar de otra manera", afirma la cantante en su cuenta de Instagram.  Al tema le acompaña un videoclip producido por @pumaia_maiamovies (perfil de Instagram).  
El 4 de diciembre de 2024 publica Jaque a la reina la última canción hasta la fecha. En una de sus recientes entrevistas, El niño Lord. Cah explica el significado de este tema, " es un tema de empoderamiento. En muchos de mis temas insisto en el hecho de aceptarse como uno es aunque se sea diferente. Valorarse y quererse, romper los cánones y otorgar a lo no tan aceptado, a lo disruptivo, la corona que merece".
Con la producción de los videoclips propone crear un concepto de identidad que ayuden a identificar a la artista, "toda la parte estética, visual y todo el contenido en torno al proyecto tienen para mi una importancia fundamental. Al final es la suma de todas esos factores la que generan la identidad, la estética y la  personalidad del proyecto".

## Giras musicales
No ha iniciado hasta el momento una gira en solitario, aunque sí de la mano de AIEnRuta y como parte de Inverfest el pasado 26 de enero de 2025 en la Sala Sol, Madrid. El niño Lord. Cah explica que es "una ayuda súper motivadora que me hace posible llevar el proyecto a otras provincias que sin esa ayuda me supone un riesgo económico en un momento en el que hay mucha inversión y un beneficio bastante limitado".
Además, gracias a la colaboración con AIE, en  el marco del programa AIEnRUTa-Artistas, El niño Lord.Cah seguirá realizando conciertos a lo largo del año.
Sus conciertos destacan por una creación de un universo en el que explora diferentes las facetas de su personalidad,  "cada bolo va siendo una nueva oportunidad, un reto más grande de aforo, más público que nos va conociendo y siguiendo, voy contando con más músicos geniales, más canciones y más locas ideas. Eso hace que cada uno sea más importante que el anterior".

## Premios
El niño Lord.Cah ganó el premio AIE al mejor intérprete, participación del artista o grupo seleccionado por AIE en el 1º ciclo de AIEnruta Artistas 2025, de enero a junio.